# Barelli
Barelli is een Belgische stripreeks die begonnen is in 1956 met Bob De Moor als schrijver en tekenaar.

## Albums
Alle albums zijn geschreven en getekend door Bob De Moor.
| Nummer | Titel                                                         | Uitgever(s)                                                    |
| ------ | ------------------------------------------------------------- | -------------------------------------------------------------- |
| 1      | De raadselachtige meneer Barelli                              | BD Must, Carlsen Verlag, Uitgeverij Helmond, Le Lombard        |
| 2      | Barelli en de geheimagenten                                   | BD Must, Carlsen Verlag, Uitgeverij Helmond, Le Lombard        |
| 3      | Barelli en de boze Boeddha                                    | BD Must, Uitgeverij Helmond, Le Lombard                        |
| 4      | We gaan naar zee!                                             | BD Must, Uitgeverij Helmond, Le Lombard                        |
| 5      | Barelli en Nusa Penida - deel 1: Het tovenaarseiland          | BD Must, Carlsen Verlag, Le Lombard, Uitgeverij Paul Rijperman |
| 6      | Barelli en Nusa Penida - deel 2: De sjacheraars van de tempel | BD Must, Carlsen Verlag, Le Lombard, Uitgeverij Paul Rijperman |
| 7      | De heer van Gonobutz                                          | BD Must, Le Lombard, Uitgeverij Paul Rijperman                 |
| 8      | Barelli leidt het onderzoek                                   | BD Must, Le Lombard                                            |

In 1988 werd de strip 'Barelli in bruisend Brussel' uitgegeven, een gelegenheidsuitgave in opdracht van de Gemeenschapsminister van Volksgezondheid en Brusselse Aangelegenheden. Dit is een publiciteitsstrip voor Brussel, met bekende De Moor-figuren die u doorheen het Brussel van 1988 leiden. De eerste druk werd met een begeleidend schrijven van de minister verstuurd naar de inwoners van de Brusselse deelgemeenten. Deze brief ontbreekt haast steeds in de strip en is dus hoogst zeldzaam. Herdrukt in 1989 en 1994 met telkens een iets andere formulering en zonder brief.